# Oh Santa!
Singles de Mariah Carey
Angels Cry
(2010) When Christmas Comes
(2011)
Oh Santa! est le 1er extrait de l'opus Merry Christmas II You de la chanteuse américaine Mariah Carey, sortit 11 octobre 2010. La chanson est un succès aux Etats-Unis, en se classant à la 1ere place du Billboard.
En 2015, un téléfilm de Noel, intitulé Une mélodie de Noël, réalisé par elle-même, dont elle est la vedette et qui en est une adaptation, est diffusé et est un succès avec plus de 4 millions de spectateurs. 

## Accueil
Le titre obtient des critiques positives. Il s'érige à la 1re place du Billboard Holiday songs et du Billboard Adult Conremporary.

## Vidéoclip
Le vidéoclip est réalisé par Ethan Lader. Il y démontre la chanteuse en train d'écrire et d'interpréter la chanson dans une ambiance rétro assez années 1950 et 1960, qui peut rappeler le vidéoclip de son titre fétiche All I Want for Christmas Is You de par son atmosphère. Mariah Carey Oh Santa Vidéo Officielle sur Youtube.com

## Adaptation en téléfilm 2015
Le 19 décembre 2015, la chaine Hallmark Channel diffuse le téléfilm Une mélodie de Noël ayant pour vedette Mariah Carey et réalisé par elle-même, qui en est l'adaptation de la chanson Oh Santa!. Le téléfilm, qui fut un événement, a été vu par plus de 4 millions de personnes aux États-Unis.
En France, le téléfilm fut diffusé le 18 décembre 2016 sur TF1.

## Formats et pistes
- Téléchargement digital[5]

1. " Oh Santa!" – 3:31

- Remixes[6]

1. "Oh Santa!" (Jump Smokers Edit) - 3:53
2. "Oh Santa!" (Low Sunday Edit) - 4:09
3. "Oh Santa!" (Jump Smokers Extended) - 4:08
4. "Oh Santa!" (Low Sunday Club) - 6:16
5. "Oh Santa!" (Jump Smokers Instrumental) - 3:52
6. "Oh Santa!" (Low Sunday Instrumental) - 6:18

## Classement hebdomadaire
| Classement (2010)                | Meilleure position |
| -------------------------------- | ------------------ |
| Canada (Hot 100)                 | 73                 |
| Japon (Hot 100)                  | 68                 |
| Corée du Sud (Gaon Single Chart) | 32                 |
| États-Unis (Hot 100)             | 100                |
| États-Unis (Adult Contemporary)  | 1                  |

## Historique de sortie
| Région      | Date             | Format               | Label                 |
| ----------- | ---------------- | -------------------- | --------------------- |
| États-Unis  | 1er octobre 2010 | Diffusion radio      | Island Records        |
| États-Unis  | 11 octobre 2010  | Diffusion radio      | Island Records        |
| États-Unis  | 12 octobre 2010  | Téléchargement légal | Island Records        |
| Royaume-Uni | 29 octobre 2010  | Téléchargement légal | Mercury Records       |
| France      | 29 octobre 2010  | Téléchargement légal | Universal Music Group |

## Version avec Ariana Grande et Jennifer Hudson
Le 4 décembre 2020, Mariah Carey obtient sa propre émission intitulée Mariah Carey's Magical Christmas Special, qui est diffusée sur la plateforme Apple TV+ et qui comprend en vedettes Ariana Grande, Jennifer Hudson, Snoop Dogg, Jermaine Dupri, Billy Eichner, Misty Copeland et Tiffany Haddish,,. Pour promouvoir ce divertissement, elle publie une nouvelle version de son single Oh Santa !, en collaboration avec Ariana Grande et Jennifer Hudson, qui crée un événement mondial. Le show est un triomphe phénoménal et se classe à la 1re place des programmes les plus vus de la plateforme dans 100 pays.  Mariah Carey, Ariana Grande et Jennifer Hudson Oh Santa Vidéo Officielle sur Youtube.com